# Aulorhynchus flavidus
Aulorhynchus flavidus ist eine Fischart aus der Teilordnung der Stichlingsartigen (Gasterosteales). Sie kommt im nordöstlichen Pazifik von der Küste Alaskas bis zum nördlichen Baja California vor. 

## Merkmale
Aulorhynchus flavidus wird 18 cm lang und ist von stichlingsähnlicher Gestalt aber sehr langgestreckt, ähnlich wie der Seestichling. Der Fisch besitzt 24 bis 27 kurze Rückenflossenstacheln, die nicht durch Flossenmembran verbunden sind, gefolgt von einer dreieckigen, weichstrahligen Rückenflosse mit neun bis zehn Weichstrahlen. Die Afterflosse ist symmetrisch zur weichstrahligen Rückenflosse. Die Brustflossen schließen gerade ab. Die Bauchflossen werden von einem Hart- und vier Weichstrahlen gestützt. Die Schwanzflosse ist klein, gegabelt, mit 13 Flossenstrahlen.
Die Fische sind hell, fleckig braun gefärbt, am Rücken variierend von olivgrün bis gelbbraun und cremeweiß am Bauch. Ein heller, silbriger Fleck liegt zwischen Kiemendeckel und Brustflossen und erstreckt sich bis zur Kehle. Ein dunkles Band über dem Fleck erstreckt sich durch das Auge bis zur Schnauzenspitze. Bei brutpflegenden Männchen sind um die Schnauze leuchtend rot.

## Lebensweise
Aulorhynchus flavidus kommt in algenbewachsenen Küstengewässern, in Tangwäldern, steinigen Arealen und über Sandflächen in Tiefen von 0 bis 30 Metern vor. Die Fische leben normalerweise in Schwärmen nahe der Oberfläche, manchmal in dichten Schwärmen entfernt von der Küste. Sie ernähren sich von Fischlarven und kleinen Krebstieren. Männchen bilden zur Laichzeit Reviere um den Riesentang (Macrocystis pyrifera). Das Weibchen legt die Eier um den Spross und biegt Teile des Tangs abwärts, so dass der Laich bedeckt ist.